# جزایر اوکلند
جزایر اوکلند (انگلیسی: Auckland Islands) مجمع‌الجزایری متعلق به نیوزیلند است که در ۴۶۵ کیلومتری جنوب جزیره جنوبی نیوزیلند قرار دارد. این جزایر با مساحت ۶۲۵ کیلومتر مربع فاقد سکنه دائمی است.